# MCMXCV
MCMXCV (in arabischen Ziffern: 1995) ist das in ebendiesem Jahr erschienene zweite Studioalbum der Band Subway to Sally (Veröffentlichung: 3. März 1995, Stars in the Dark). In ihren Augen und denen ihrer Fans stellt dieses Album den Beginn des Mittelalter-Rocks in Deutschland dar und ebnete somit einen Weg, den heute viele Bands wie In Extremo, Saltatio Mortis oder Schandmaul beschreiten.
Das Album wurde mittlerweile mit Foppt den Dämon! in einer 2-CD-Compilation neu veröffentlicht.

## Musikstil
Hatte sich die Band noch auf ihrem Debüt Album 1994 musikalisch in alle Richtungen ausgetobt, von Mandolinensongs über Punkrock mit Dudelsackbegleitung bis Gitarrenrock, wurde auf MCMXCV ein Stil gefunden, der die Band die folgenden Jahre ausmachte.
Mitunter wurde MCMXCV daher fälschlich als erstes Album von Subway to Sally genannt, da sie auf diesem Album ihren Stil festgelegt haben. Dies wird auch auf ihrer Live-DVD im Bonusmaterial erwähnt.

## Bedeutung
Lieder wie „Die Hexe“, „Grabrede“ oder „Arche“ sind auf den heutigen Konzerten immer noch präsent. Des Weiteren charakteristisch für das Album ist das Cover: Das Stierschädel-Logo ist immer noch ein prägnantes Zeichen der Gruppe. Weitere Neuerungen auf MCMXCV waren die ausschließliche Verwendung deutscher Texte sowie eine personelle Umstellung: Sackpfeifer Eric Fish rückte in die Mitte der Bühne und wurde Leadsänger der Band.

## Titelliste
1. Krähenfrass – 3:21
2. Grabrede (mit Knochenpolka) – 4:20
3. Arche – 2:50
4. Sommertag – 4:33
5. Auf der Flucht – 4:55
6. Requiem – 6:08
7. Erdbeermund – 3:44
8. Banks of Sicely – 3:05
9. Der Bräutigam – 0:35
10. Die Hexe – 4:28
11. Die Jagd – 4:17
12. Carrickfergus – 0:59